# Jeff Chan
Jeffrei Allan D. « Jeff » Chan, né le 11 février 1983, à Bacolod, aux Philippines, est un joueur philippin de basket-ball. Il évolue au poste d'arrière.

## Palmarès
- Finaliste du championnat d'Asie 2013
- Vainqueur de la Coupe William Jones 2012